# Licurici
Licurici est une commune roumaine située dans le județ de Gorj.